# Оля Іваніцкі
Оля Іваніцкі (серб. Оља Ивањицки; 10 травня 1931, Панчево — 24 червня 2009, Белград) — сербська художниця, скульптор, архітектор, поет та дизайнер.
Оля Іваніцкі (справжнє повне ім'я Ольга) народилась 10 травня 1931 року у родині Василя Василенко-Іваницького та Вероніки Михайлівни Петровської, які виїхали з Росії після Жовтневого перевороту. Спочатку жили у Крагуєваці до переїзду у Белград, де Оля навчалась на скульптора в академії. Хоча вона і вступила на навчання на скульптора, проте найбільше любила займатись живописом. У 1957 році закінчила академію у класі професора Сретена Стояновича. Після завершення аспірантури, у 1962 році отримала стипендію від фонду Форда, щоб продовжити навчання у США, а у 1978 році бере участь у програмі Фулбрайт «Artist in Residence — Rhode Island School of Design».
Один із засновників «Ніш Арт» у 2007 році створив фонд Олі Іваніцкі, кінцевою метою якого є створення музею Олі Іваніцкі.
Померла 24 червня 2009 року у Белграді після операції на серці. Похована на Алеї заслужених громадян на Новому кладовищі у Белграді.
Оля Іваніцкі мала 99 персональних виставок. Її роботи знаходяться в багатьох музеях та галереях по всьому світу. Мала нагороди на батьківщині та за кордоном. Зокрема, визнана найкращим художником XX століття на теренах Югославії.